# Movistar Team (mužský tým)
Movistar Team (UCI kód: MOV) je španělský profesionální cyklistický tým na úrovni UCI WorldTeam. Tým získal 13 celkových vítězství na akcích Grand Tours. Jeho hlavním sponzorem je španělská telekomunikační společnost Telefónica, ale tým jezdí pod názvem odnože této firmy, Movistar.
Tým vznikl pod názvem Reynolds pod vedením Ángela Arroya. Jeho lídrovskou roli převzal Pedro Delgado, dvojnásobný vítěz Vuelty a España a vítěz Tour de France. V roce 1990 se novým hlavním sponzorem týmu stala banka Banesto, po jejímž jménem vyhrál Miguel Indurain 5krát Tour de France a 2krát Giro d'Italia. Základna týmu je ve městě Egüés v obci Navarra v metropolitní oblasti města Pamplona. Dalším sponzorem týmu byla francouzská bankovní společnost Caisse d'Epargne. 
Tým v minulosti používal jízdní kola Pinarello, ale v sezóně 2014 přesedlal na kola Canyon s komponenty od firmy SRAM. Manažerem týmu je od roku 2008 Eusebio Unzué, jenž tuto roli převzal po dlouholetém manažerovi týmu José Miguelem Echavarrim odcházejícím do sportovního důchodu.

## Soupiska týmu
K 1. lednu 2024
- Alex Aranburu (ESP) (* 19. září 1995)
- Jorge Arcas (ESP) (* 8. července 1992)
- Jon Barrenetxea (ESP) (* 20. dubna 2000)
- Will Barta (USA) (* 4. ledna 1996)
- Carlos Canal (ESP) (* 28. června 2001)
- Rémi Cavagna (FRA) (* 10. srpna 1995)
- Davide Cimolai (ITA) (* 13. srpna 1989)
- Davide Formolo (ITA) (* 25. října 1992)
- Iván García Cortina (ESP) (* 20. listopadu 1995)
- Fernando Gaviria (COL) (* 19. srpna 1994)
- Ruben Guerreiro (POR) (* 6. července 1994)
- Johan Jacobs (SUI) (* 1. března 1997)
- Oier Lazkano (ESP) (* 7. listopadu 1999)
- Enric Mas (ESP)  (* 7. ledna 1995)
- Lorenzo Milesi (ITA) (* 19. března 2002)
- Manlio Moro (ITA) (* 17. března 2002)
- Gregor Mühlberger (AUT) (* 4. dubna 1994)
- Mathias Norsgaard (DEN) (* 5. května 1997)
- Nelson Oliveira (POR) (* 6. března 1989)
- Antonio Pedrero (ESP) (* 23. října 1991)
- Nairo Quintana (COL) (* 4. února 1990)
- Vinícius Rangel Costa (BRA)  (* 26. května 2001)
- Iván Romeo (ESP) (* 16. srpna 2003)
- Javier Romo (ESP) (* 6. ledna 1999)
- Einer Rubio (COL) (* 22. února 1998)
- Sergio Samitier (ESP) (* 31. srpna 1995)
- Pelayo Sánchez (ESP) (* 27. března 2000)
- Gonzalo Serrano (ESP) (* 17. srpna 1994)
- Iván Sosa (COL) (* 31. října 1997)
- Albert Torres (ESP) (* 26. dubna 1990)

## Vítězství na šampionátech
1982
 Španělský silniční závod, José Luis Laguía
1983
 Španělský silniční závod, Carlos Hernández
1992
 Španělský silniční závod, Miguel Indurain
1995
 Mistr světa v časovce, Miguel Indurain
1997
 Britský silniční závod, Jeremy Hunt
 Španělský silniční závod, José María Jiménez
1998
 Mistr světa v časovce, Abraham Olano
2003
 Španělský silniční závod, Rubén Plaza
2004
 Španělský silniční závod, Francisco Mancebo
 Španělská časovka, Jose Ivan Gutierrez
2005
 Španělská časovka, José Ivan Gutierrez
2006
 Francouzský silniční závod, Florent Brard
2007
 Španělský silniční závod, Joaquim Rodríguez
 Španělská časovka, José Ivan Gutierrez
2008
 Španělský silniční závod, Alejandro Valverde
 Španělská časovka, Luis León Sanchez
2010
 Španělský silniční závod, José Ivan Gutierrez
 Španělská časovka, Luis León Sánchez
 Portugalská časovka, Rui Costa
2011
 Španělský silniční závod, José Joaquin Rojas
2012
 Španělský silniční závod, Francisco Ventoso
 Běloruská časovka Branislau Samoilau
2013
 Britská časovka, Alex Dowsett
 Španělská časovka, Jonathan Castroviejo
 Portugalská časovka, Rui Costa
 Španělský silniční závod, Jesús Herrada
 Mistr světa v silničním závodu, Rui Costa
2014
 Španělská časovka, Alejandro Valverde
 Španělský silniční závod, Jon Izagirre
 Italská časovka, Adriano Malori
2015
 Britská časovka, Alex Dowsett
 Italská časovka, Adriano Malori
 Španělská časovka, Jonathan Castroviejo
 Španělský silniční závod, Alejandro Valverde
2016
 Britská časovka, Alex Dowsett
 Španělská časovka, Jon Izagirre
 Portugalská časovka, Nelson Oliveira
 Španělský silniční závod, José Joaquín Rojas
 Mistr Evropy v časovce, Jonathan Castroviejo
2017
 Španělská časovka, Jonathan Castroviejo
 Španělský silniční závod, Jesús Herrada
2018
 Mistr světa v silničním závodu, Alejandro Valverde
2019
 Španělský silniční závod, Alejandro Valverde
2020
 Mistr Evropy v madisonu, Sebastián Mora a Albert Torres
 Mistr Evropy v bodovacím závodu, Sebastián Mora
2021
 Portorická časovka, Abner González
 Portorický silniční závod, Abner González
2022
 Dánská časovka, Mathias Norsgaard
 Brazilská časovka do 23 let, Vinícius Rangel Costa
 Brazilský silniční závod, Vinícius Rangel Costa
 Portorický silniční závod, Abner González
2023
 Španělský silniční závod, Oier Lazkano
 Rakouský silniční závod, Gregor Mühlberger

### Vítězství na Grand Tours
| Vítězové Grand Tours        |                              |                               |
| Celkový vítěz Giro d'Italia | Celkový vítěz Tour de France | Celkový vítěz Vuelta a España |
| 2019 Richard Carapaz        | 2019                         | 2019                          |
| 2016                        | 2016                         | 2016 Nairo Quintana           |
| 2014 Nairo Quintana         | 2014                         | 2014                          |
| 2009                        | 2009                         | 2009 Alejandro Valverde       |
| 2006                        | 2006 Óscar Pereiro           | 2006                          |
| 1998                        | 1998                         | 1998 Abraham Olano            |
| 1995                        | 1995 Miguel Indurain         | 1995                          |
| 1994                        | 1994 Miguel Indurain         | 1994                          |
| 1993 Miguel Indurain        | 1993 Miguel Indurain         | 1993                          |
| 1992 Miguel Indurain        | 1992 Miguel Indurain         | 1992                          |
| 1991                        | 1991 Miguel Indurain         | 1991                          |
| 1989                        | 1989                         | 1989 Pedro Delgado            |
| 1988                        | 1988 Pedro Delgado           | 1988                          |